# Batalha de Monte Gisardo
A batalha de Monte Gisardo (em latim: Mons Gisardi) foi travada entre Saladino e o Reino de Jerusalém no dia 25 de novembro de 1177. O rei Balduino IV de Jerusalém com apenas 16 anos, gravemente afligido pela lepra , liderou uma força cristã em menor número contra as tropas de Saladino no que se tornou um dos combates mais notáveis das Cruzadas. O exército muçulmano foi rapidamente derrotado e perseguido por doze milhas. Saladino fugiu de volta para o Cairo, capital do Egito, chegando à cidade em 8 de dezembro, com apenas um décimo de seu exército. 
Em 1177, Balduíno IV e Filipe da Alsácia , recém chegado em peregrinação, planejaram uma aliança com o Império Bizantino para um ataque naval ao Egito; mas nenhum desses planos se concretizou. Em vez disso, Filipe decidiu juntar-se à expedição de Raimundo de Trípoli para atacar a fortaleza sarracena de Hama, no norte da Síria. Um grande exército de cruzados, os Cavaleiros Hospitalários e muitos cavaleiros Templários o seguiram. Isso deixou o Reino de Jerusalém com muito poucas tropas para defender seus vários territórios. Enquanto isso, Saladino estava planejando sua própria invasão do Reino de Jerusalém do Egito. Quando foi informado da expedição ao norte, não perdeu tempo em organizar um ataque e invadiu o reino com um exército de cerca de 30.000 homens. Ao saber dos planos de Saladino, Balduíno IV deixou Jerusalém com, de acordo com Guilherme de Tiro , apenas 375 cavaleiros para tentar uma defesa em Ascalon , mas Balduíno foi impedido por um destacamento de tropas enviadas por Saladino. Saladino deixou parte de seu exército para sitiar Gaza e uma força menor em Ascalon e marchou para o norte com o resto.

## A Batalha
Saladino continuou sua marcha rumo a Jerusalém, pensando que Balduíno IV não ousaria segui-lo com tão poucos homens. Ele atacou Ramla, Lida e Apolónia, mas como Balduíno supostamente não representava perigo, ele permitiu que seu exército se espalhasse em uma grande área, pilhando, saqueando e se reabastecendo. Entretanto, Balduíno e os Templários ambos furaram seus bloqueios, e marcharam ao longo da costa, esperando encontrar Saladino antes que ele chegasse a Jerusalém.
Diante do exército desorganizado de Saladino, o rei Balduíno ordenou que a relíquia da Verdadeira Cruz fosse erguida na frente das tropas. O rei, cujo corpo adolescente já estava devastado pela lepra agressiva, foi ajudado a descer de seu cavalo e caiu de joelhos diante da cruz. Ele orou a Deus por vitória e levantou-se para aplausos de seus homens, que foram tocados pelo que tinham acabado de testemunhar.
O exército de Jerusalém atacou os muçulmanos organizados às pressas, causando pesadas baixas. O rei, lutando com as mãos enfaixadas para cobrir suas feridas, estava no meio da luta. O comando efetivo egípcio estava sob o sobrinho de Saladino, Taqi ad-Din. Taqi ad-Din aparentemente atacou enquanto Saladino estava montando sua guarda mameluca. O filho de Taqi, Ahmad, morreu nos primeiros combates. Os homens de Saladino foram rapidamente esmagados. O próprio Saladino só evitou a captura fugindo, como afirma Ralph de Diceto,  em um camelo de corrida. 

## Consequências
Balduíno perseguiu Saladino até o anoitecer, e então se retirou para Ascalão. Inundado por dias de chuvas fortes e sofrendo a perda de quase noventa por cento de seu exército, inclusive de sua guarda pessoal de mamelucos, Saladino fugiu de volta ao Egito, atacado por beduínos no caminho. Apenas um décimo de seu exército conseguiu voltar ao Egito com ele.
No entanto, foi uma vitória difícil; Roger de Moulins, Grão-Mestre dos Cavaleiros Hospitalários, relatou que 1.100 homens foram mortos e 750 voltaram para casa feridos.
Enquanto isso, Raimundo III de Trípoli e Boemundo III de Antioquia se juntaram a Filipe da Alsácia em uma expedição separada contra Harim na Síria ; o cerco de Harim durou até 1178, e a derrota de Saladino em Montgisard o impediu de aliviar seus vassalos sírios.